# Явейн, Никита Игоревич
Ники́та И́горевич Яве́йн (род. 4 августа 1954, Ленинград) — советский и российский архитектор, народный архитектор Российской Федерации (2022), заслуженный архитектор Российской Федерации (2001), действительный член Российской академии архитектуры и строительных наук, профессор Санкт-Петербургского государственного академического института живописи, скульптуры и архитектуры им. И. Е. Репина (Российской Академии художеств), руководитель Архитектурного бюро «Студия 44». Лауреат Государственной премии РФ (1998).

## Биография
Родился 4 августа 1954 года в Ленинграде. Отец — архитектор Игорь Явейн. Окончил архитектурный факультет Ленинградского инженерно-строительного института.
Работал в различных проектных архитектурных институтах. С 1994 по 2003 год был председателем комитета государственного контроля, использования и охраны памятников истории и культуры Санкт-Петербурга.
В настоящее время руководит Архитектурным бюро «Студия 44».

## Взгляды
Является сторонником современной архитектуры и противником строительства зданий в стиле неоклассицизма в историческом центре Петербурга, и крайне негативно относится к градозащитникам и их сторонникам, обвиняя их в том, что они требуют подражать и копировать «имперскую архитектуру», игнорируя принципы демократических ценностей, он уверен, что люди, не имеющие архитектурного образования, не способны давать объективное мнение и не имеют никакого права влиять на архитектурные проекты, поэтому является сторонником закрытых архитектурных конкурсов. В частности, архитектор крайне отрицательно отнёсся к созданию списков диссонирующих объектов в центре города, назвав это «вкусовщиной и никому ненужным документом».
По мнению Явейна новые здания не должны скрывать даты своего рождения, но при этом их архитектура должна наследовать традициям архитектурной школы Санкт-Петербурга и Ленинграда и центру Петербурга нужны чёткий регламент строительства и программа сохранения и развития, без которых целые фрагменты городской среды обречены на физическое и моральное обветшание.
Явейн уверен, что здание должно быть грамотно спроектировано и сочетаться с окружающей застройкой, он признаёт наличие ряда грубых новоделов в центре города, объясняя это тем, что часто заказчик требует создания «малинового пиджака» — здания-шедевра по собственным капризам, которое в нынешних реалиях получается очередным агрессивным диссонирующим объектом.
Утверждает, что в Санкт-Петербурге, в отличие от других исторических городов, существует дефицит общественных пространств. В развитии системы благоустроенных общественных пространств архитектор видит мощный стимул к умножению городской активности и улучшению качеств среды обитания. Явейн утверждает, что в городе, в отличие от других исторических городов, очень мало выделено площади для общественной зоны. Почитает московского архитектора Юрия Григоряна, а также Юрия Земцова и Михаила Мамошина — петербургских архитекторов и авторов многих проектов в современном стиле.

## Наиболее известные проекты

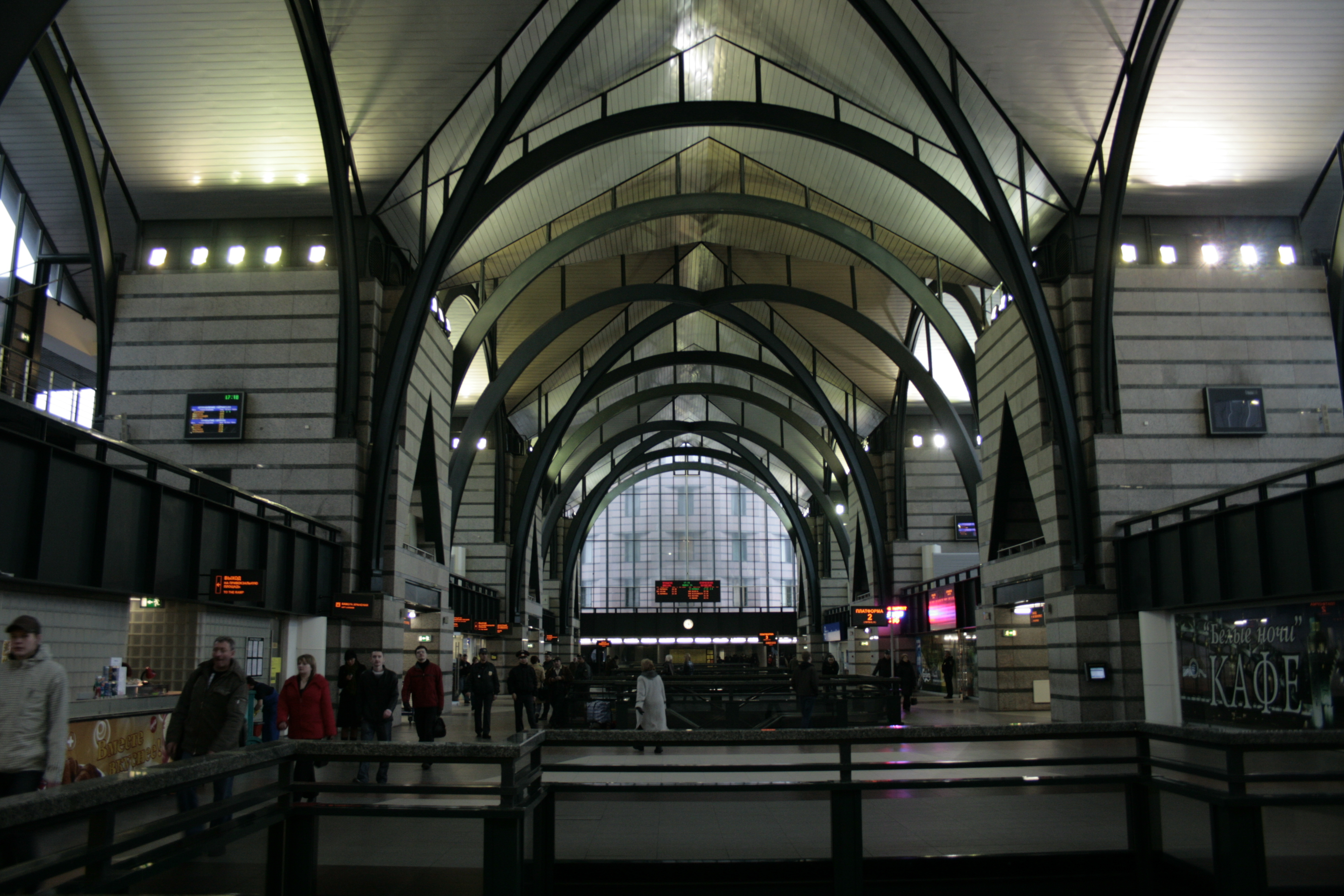
Световой зал вокзала

- Офисно-коммерческий центр на Невском пр., 25 (Санкт-Петербург).
- Ладожский вокзал, Санкт-Петербург[8].
- Бизнес-центр на Невском пр., 38 (Санкт-Петербург).
- Академия танца Бориса Эйфмана, Санкт-Петербург.
- Реконструкция и реставрация восточного крыла здания Главного штаба[9].